# Сосна румелійська (пам'ятка природи)
Сосна́ румелі́йська — ботанічна пам'ятка природи місцевого значення в Україні. Розташована в межах міста Львова, на вулиці Труша, 19. 
Площа 0,05 га. Статус надано 1984 року. Перебуває у віданні міськжитлоуправління. 
Статус надано з метою збереження одного екземпляра сосни румелійської (Pinus peuce), ендеміка Балканського регіону. 